# Marosvásárhelyi Orvosi és Gyógyszerészeti Egyetem
A Marosvásárhelyi Orvosi és Gyógyszerészeti Egyetem (MOGYE; románul: Universitatea de Medicină și Farmacie din Târgu Mureș, angolul: University of Medicine and Pharmacy of Târgu Mureș) egy állami felsőoktatási intézmény Marosvásárhelyen. Az egyetem a Kolozsvári Bolyai Tudományegyetem Orvosi Karából nőtte ki magát 1948-ban.

## Története
A második bécsi döntést követően Kolozsvárott újraalakult a Ferenc József Tudományegyetem. Az 1944-es kiürítési parancsok és a háborús viszonyok ellenére a tanítás folytatódott az egyetemen, és 1945-ben helyét átvette a Bolyai Tudományegyetem. Mivel ugyanebben az évben Szebenből Kolozsvárra költözött az I. Ferdinánd Király Tudományegyetem és a kolozsvári klinikákon nem volt elég hely, az orvosi kart áthelyezték Marosvásárhelyre. Az 1948-as tanügyi reformot követően a marosvásárhelyi orvosi kart különválasztották a Bolyai Tudományegyetemtől, és létrehozták a Marosvásárhelyi Orvosi és Gyógyszerészeti Felsőoktatási Intézetet, melynek rektora dr. Csőgör Lajos lett. 1962-ben a román állam, anélkül hogy hivatalos dokumentumot adott volna ki, és ezáltal megváltoztatta volna az 1945, 1946, 1948-as törvényrendeleteket, mely szerint az egyetemet a magyar kisebbség számára hozták létre, és a tanítás nyelve magyar, bevezette a kétnyelvű oktatást. Az előadásokat románul és magyarul, a gyakorlati órákat csak románul lehetett hallgatni. A magyar diákok részaránya azóta fokozatosan csökkent. Míg 1963-ban a 88 végzős diákból 81 magyar, 2 román és 5 más nemzetiségű volt, addig 1994-ben 240 végzősből 28 magyar, 211 román és 1 más nemzetiségű volt. 1990 márciusában az egyetem magyar hallgatói sztrájkba kezdtek, egyenlő jogokat követelve. A sztrájkhoz később a tanárok is csatlakoztak, de a román hatóságokkal nem tudtak megegyezni. Ezek az események voltak a későbbi fekete március néven elhíresült pogrom kezdetei. Csak 17 évvel a rendszerváltozás után, 2007 áprilisában sikerült elérni, hogy magyar feliratok is kerüljenek az egyetemre.
A kommunizmus éveinek szabályszerű numerus claususa után hosszú időnek kellett eltelnie ahhoz, hogy a román és magyar tannyelvű helyek aránya valamelyest kiegyenlítődjön. Az egyetem magyar oktatói és a magyar politikai, érdekvédelmi, tudományos és diákszervezetek elszánt küzdelme folytán fokozatosan emelték ugyan a magyar helyek számát, de egészen a kétezres évek végéig a román tannyelvű helyek voltak többségben.  Az egyetemnek jelenleg három karon (Általános Orvosi Kar, Gyógyszerészeti Kar, Fogászati Kar) 12 alapképzésű szakja van, amelyeken évfolyamonként 1140 hallgató tanul. Az alapképzés után az egyetem mesteri (illetve rezidens) képzést, a doktori iskolát, illetve - orvosok számára - posztdoktori iskolát is működtet.
1991-ben az intézmény nevét Marosvásárhelyi Orvosi és Gyógyszerészeti Egyetemre módosították.
2018. április 18-án a MOGYE és a Petru Maior Egyetem közös szenátusi ülésén megszavazta a két intézmény egyesítését, amelyre ténylegesen 2019 őszén kerülhet sor. A döntés tiltakozásokat váltott ki elsősorban a magyar tagozat oktatóinak és diákjainak részéről; a határozatot közleményben ítélte el a Romániai Magyar Demokrata Szövetség (RMDSZ) és az Erdélyi Magyar Néppárt (EMNP), valamint a romániai magyar hallgatói szervezeteket tömörítő Országos Magyar Diákszövetség (OMDSZ) is.

## Egyetemi karok
1948-ban az intézet Általános Orvosi, Gyerekgyógyászati, Közegészségtani, Gyógyszerészeti és Fogászati Karokkal indult. A Közegészségtani és Fogászati Kar 1951-ben megszűnt. Utóbbi 1960-ban újra indult. Jelenleg három karon, összesen 12 szakon folyik az oktatás:
- Általános Orvostudományi Kar
  - általános orvosi szak (azonos számú magyar és román hellyel), 6 év
  - katonaorvosi szak, 6 év
  - angol tannyelvű általános orvosi szak (fizetéses), 6 év
  - orvosi asszisztensképző szak, 4 év
  - balneofizikinetoterápia szak, 3 év
  - nutrició és dietetika szak, 3 év
- Fogorvostudományi Kar
  - fogorvosi szak, 6 év
  - fogtechnika szak, 3 év
- Gyógyszerésztudományi Kar
  - gyógyszerészeti szak, 5 év
  - gyógyszerészeti asszisztensképző szak, 3 év
  - orvosi kozmetika, 3 év

## Az egyetem épületei
1945-ben a Kolozsvárról érkezett orvosi kar az akkori Hadapródiskola (katonai alreáliskola) épületébe költözött be.
A Kosárdomb lejtős oldalán épült a katonai iskola főépülete, a tanári lakások két épülete, valamint az iskolához tartozó legénységi épület. A főépület nagy méreteivel uralja a domboldalt. A háromemeletes, E alaprajzú épület főhomlokzata ötsíkú, s az épületet magasítja a kiugró 1,3 és 5-ös rizalitokra emelt, tört síkú tetőszerkezet. A szecesszió jelenléte főleg a kiugró rizalitok homlokzati kiképzésén látható.
A tanári lakások épületei kétemeletesek, a legénységi épület egyemeletes, homlokzati kiképzése szintén szecessziós.
Az iskola felsorolt épületeit a városi polgármesteri hivatal építette, saját területére. Az első világháború után az állam tulajdonába került, ma minden épületében az Orvosi és Gyógyszerészeti egyetem működik.
Az egyetem parkosított területén található a főépületen kívül az egyetemi könyvtár épülete, az adminisztráció épülete, a sportterem épülete, egy épület, amiben jelenleg a pszichiátriai klinika működik, illetve egy, amiben a városi törvényszéki orvoslás. Itt található még a botanikus kert, illetve a dendrológiai park. A parkban 154 fa- és cserjeféle található, a botanikus kertben pedig mintegy nyolcszáz növényfaj kapott helyet. Mindezeken kívül az egyetem épületei közé sorolhatók még a bentlakások, amik csak a 60-as években épültek fel a város pár száz méterrel távolabb eső részében. A bentlakásnegyed öt épülete közül négyet az Orvosi és Gyógyszerészeti Egyetem használ. Közülük kettő leány- és egy fiúbentlakás, de az egyetemhez tartozik a fiatal házasok bentlakása is.

## Az egyetem jeles tanárai, diákjai
- Benedek Imre
- Grépály András
- Gyergyay Ferenc Pál
- Lőrincz Ernő András
- Máthé Ákos
- Maros Tibor
- Mártha-Papp Ilona
- Mártonfi László
- Mátyás Mátyás
- Miskolczy Dezső
- Molnár Vince
- Mühlfay László
- Nemes László
- Pongrácz Antal
- Sipos Emese
- Steinmetz József
- Szabó Béla
- Szabó Endre
- Száva János Zoltán
- Székely Károly
- Székely Melinda Gyöngyi
- Toró Árpád
- Tóth Katalin Tünde
- Tőkés Béla
- Veress Albert

A MOGYE magyar akadémiai közössége 2013-ban az Erdélyi Magyar Nemzeti Tanácstól Báthory-díjat kapott.

## Az egyetem rektorai
- Csőgör Lajos (1945-1949)
- Feszt György (1949-1952)
- Székely Károly (1952)
- Ander Zoltán (1952-1953)
- Andrásofszky Tibor (1953-1964)
- Csőgör Lajos(1964-1967)
- Puskás György (1967-1976)
- László János (1976-1984)
- Gheorghe Bancu (1984-1989)
- Ioan Pascu (1989-2000)
- Marius Anton Sabau (2000-2004)
- Constantin Copotoiu (2004-2012)
- Leonard Azamfirei (2012-)